# Sigurd Koch (dramatiker)
Henning Sigurd Koch, (ibland Kock), född 22 maj 1890 i Solberga i Arvika landsförsamling i Värmland, död 28 november 1945 i Arvika, var en svensk frisörmästare och amatördramatiker.
Han var son till slaktaren Karl Hilmer Kock och Amelia Olofsdotter samt från 1913 gift med Hildur Karolina "Karin" Nykvist. Paret var föräldrar till ingenjören och flygvapenofficeren Lars Erik Koch som förolyckades vid en flygplanskollision över östra Gotland 1941.
Under 1930-talet utgav Koch några tiotal dramer, sketcher och lustspel i både Sverige och Norge. Han använde sig av pseudonymerna Gutta Perka, Nemo och Carl Figgé.